# سكيروس
سكيروس (Σκύρος) هي جزيرة تتبع مقاطعة وابية في مقاطعة كينتريكي إلادا في اليونان.
يبلغ عدد سكانها حوالي 1590 نسمة.

## أعلام
- روبيرت بروك
- ثيسيوس
- جورج مفريكوس